# Доњи Обилић
Доњи Обилић (алб. Kopiliq i Poshtëm) је насеље у општини Србица, Косово и Метохија, Република Србија.

## Становништво
| Демографија | Демографија | Демографија |
| Година      | Становника  | Становника  |
| ----------- | ----------- | ----------- |